# Beton polimerowo-cementowy
Beton polimerowo-cementowy (PCC – ang. Polymer Cement Concrete) należy do grupy betonów polimerowych, w których oprócz samego cementu stosuje się dodatkowo polimer jako środek wiążący. Ilość modyfikatora wynosi ponad 5% masy cementu.

## Otrzymywanie
Betony polimerowo-cementowe otrzymuje się przez dodanie polimeru lub oligomeru, ewentualnie monomeru, do mieszanki betonowej. Ze względu na chemiczną reaktywność modyfikatora wyróżnia się:
- PCC polimeryzujące po zmieszaniu (post-mix), w których do mieszanki betonowej wprowadzono chemicznie aktywne, chemoutwardzalne żywice syntetyczne (np. epoksydowe) lub odpowiednie monomery bądź prepolimery (roztwory polimerów w monomerze lub ciekłe oligomery); ich polimeryzacja (w przypadku żywic i prepolimerów „dalsza polimeryzacja” – sieciowanie) przebiega równocześnie z hydratacją cementu;
- PCC spolimeryzowane przed zmieszaniem (pre-mix), w których do mieszanki betonowej wprowadzono zasadniczo niereaktywne chemicznie polimery (np. lateks butadienowo-styrenowy); ich działanie modyfikujące ma charakter głównie fizyczny (fizykochemiczny)[2].

Wiązanie mieszanek polimerowo-cementowych przebiega w przypadku PCC-premix w wyniku dwóch procesów: hydratacji cementu i tworzenia się ciągłej błonki polimeru (koalescencja) na skutek wiązania wody przez cement i jej częściowego odparowania.
W przypadku PCC-postmix, dodatkowo przebiega reakcja między żywicą a utwardzaczem aminowym, powodująca usieciowanie przestrzenne polimeru. Procesy hydratacji i koalescencji są konkurencyjne wobec siebie. Przedwczesne utworzenie błonki polimeru utrudnia bądź uniemożliwia przebieg hydratacji cementu. Dlatego ważny jest taki dobór szybkości tych procesów, aby hydratacja cementu wyprzedzała koalescencję.
Polimer może być wprowadzany do mieszanki betonowej pod różnymi postaciami, jako:
- dyspersja
- emulsja
- proszek redyspergowalny
- wodne roztwory polimerów
- ciekłe żywice syntetyczne

Podstawowe polimery stosowane do PCC:
- polimery akrylowe;
- kopolimery styrenowo-akrylowe;
- kopolimery styrenowo-butadienowe;
- polioctan winylu;
- żywice epoksydowe.

Dobierając modyfikator polimerowy, rozpatruje się trzy cechy wiodące: szczelność, przyczepność i chemoodporność, a dodatkowo także możliwość przebarwienia betonu.

## Właściwości
W porównaniu do betonów zwykłych, dodatek polimeru poprawia:
- wytrzymałość na rozciąganie;
- wytrzymałość na zginanie;
- adhezję (przyczepność) do stali, betonu i ceramiki budowlanej;
- odporność chemiczną;
- szczelność;
- odporność na ścieranie;
- mrozoodporność.

Pogorszeniu ulegają takie właściwości jak:
- moduł sprężystości
- odporność cieplna.

Wytrzymałość na ściskanie betonu ulega pogorszeniu lub polepszeniu w zależności od rodzaju użytego polimeru.

## Zastosowanie
- nawierzchnie i posadzki przemysłowe;
- materiały do napraw i ochrony budowli;
- prefabrykacja;
- budownictwo komunikacyjne.